# エル・リシツキー
エル・リシツキー（ロシア語: Эль Лисицкий, エーリ・リスィーツキイ；英語: El Lissitzky、1890年11月23日 スモレンスク近郊ポチノク - 1941年12月30日　モスクワ）は、ロシア出身のグラフィックデザイナー、ブックデザイナー、展示デザイナー、建築家、写真家である。本名はラーザリ・マールコヴィチ・リシツキー（ロシア語: Лазарь Маркович Лисицкий, ラテン文字転写: Lazar' Markovich Lisitskii）。

## 経歴

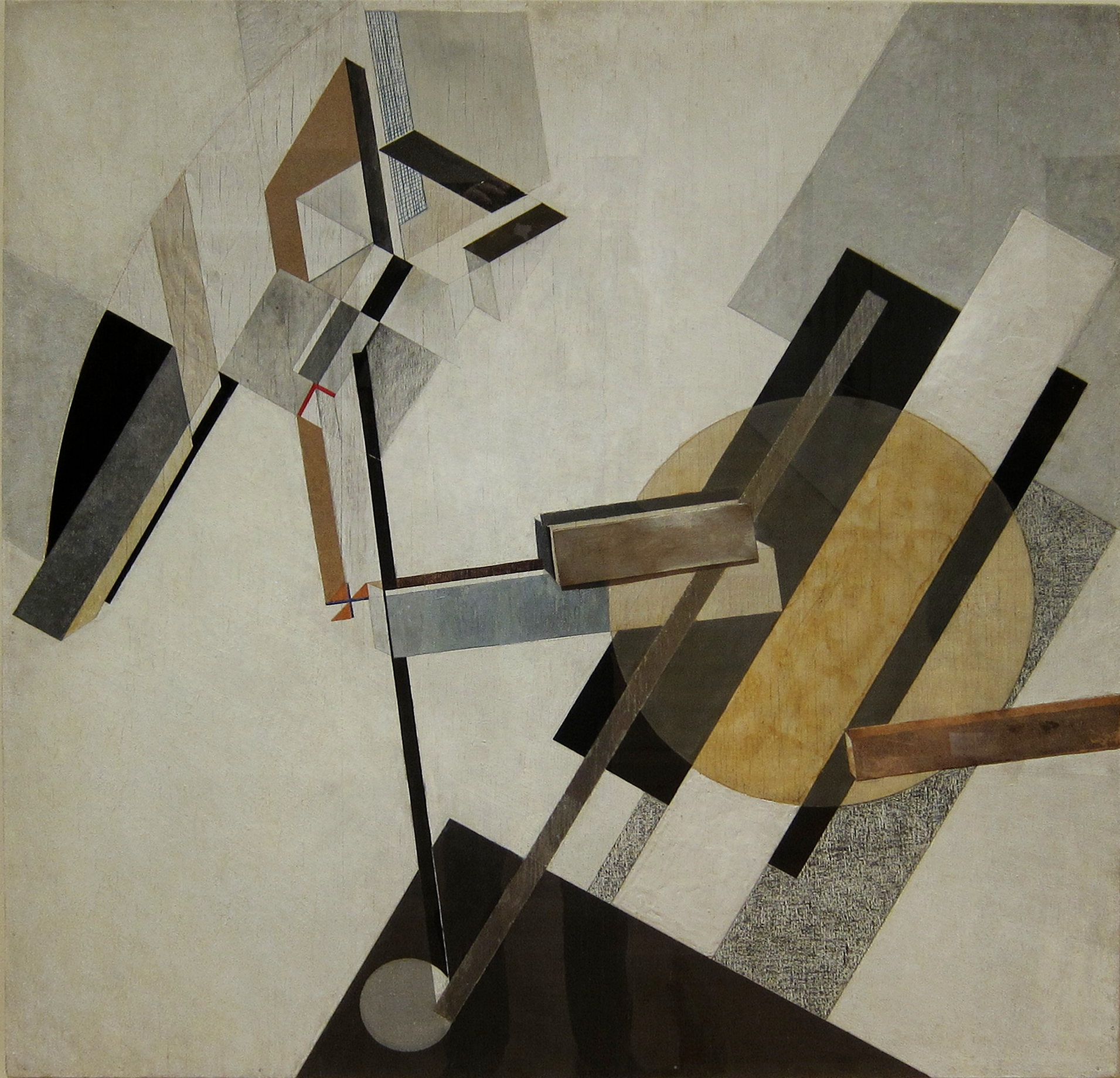
エル・リシツキーの作品『プロウン（Proun）』（1922年作成、ニューヨーク近代美術館）

「プロウン」（新しいものの確立のプロジェクト）の提唱者。この「プロウン」と題された一連のシリーズは1919年から1921年にかけて制作する。これはフォルムと構成の建築様式的な実験モデルとして知られている。
1923年に国家主導でプロパガンダのための「フォトモンタージュ研究所」をグスタフ・クルーツィス、ゼンキンと共にモスクワに設立。この研究所で、視覚言語としてのフォトモンタージュを効果的に利用するための方法を確立した。結果、フォトモンタージュはロシアでは政治改革を遂げるための集団的革命表現運動として結実した。

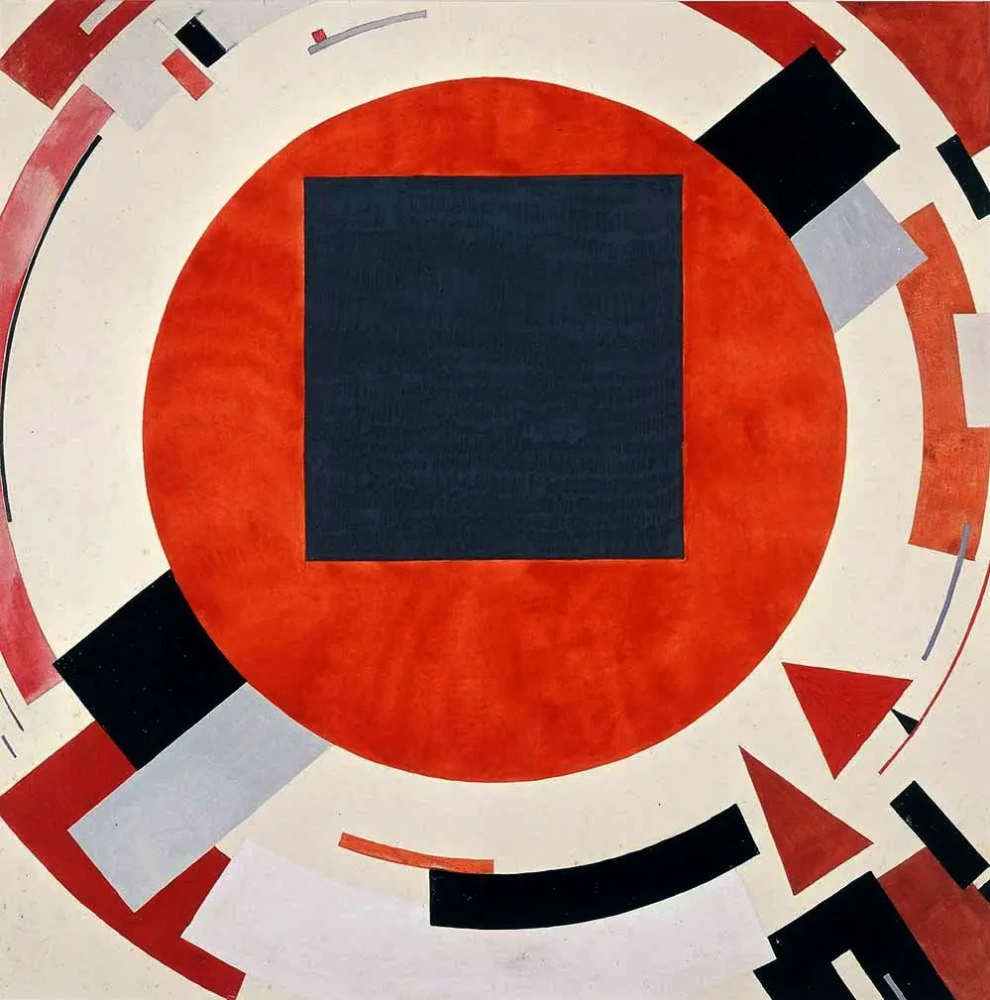
“Proun” 1922年 - 1923年

1920年代にかけての彼の活動は主に西ヨーロッパ、ドイツで展開する。その目的はソヴィエトロシアにおける芸術運動および政治状況を諸外国に伝達することであった。なかでも1928年ドイツケルンにおいて開催された「国際報道展（通称：プレッサ）」におけるソヴィエトパヴィリオンの設計は秀逸であり諸外国のメディアを大きく揺さぶるものとなった。
1924年から翌年にかけては、ヴォルケンビューゲルというモスクワ中心街を計画地にしたオフィスビル群建設プロジェクトを発表。
1930年に創刊されたソ連の対外宣伝グラフ雑誌『建設のソ連邦（ソ連邦建設、ソ連建設と訳されることもある）』は露英独仏西の5か国語で刊行された。その順にタイトルは、СССР НА СТРОЙКЕ（露）、USSR in conctruction（英）、USSR im Bau（独）、URSS en construction（L'URSS en construction、と仏語の冠詞がつく場合もある）、URSS en construcción（西）同誌の一部の号のデザインも手掛けた（1932年から、死の前年の1940年まで）。
詩集『声のために』は詩人で芸術家のマヤコフスキーとの共同編集。インデックスシステムを採用した書籍はおそらく世界初。

## 書籍
- 『声のために』（マヤコフスキー著、リシツキー構成、土曜社、2018）

## 日本語の参考文献
- 『エル・リシツキー―構成者のヴィジョン』
 寺山祐策編、武蔵野美術大学出版局 2005
  - 構成者の空間 / エル・リシツキーの生涯と仕事：寺山祐策
  - リシツキーとチヒョルト：新島実
  - リシツキーのブックデザイン：寺山祐策、本庄美千代
  - ブックデザインから見る、周辺のおもだったアヴァンギャルドの動向：本庄美千代
  - 講演：リシツキーと20世紀：多木浩二
  - シンポジウム：エル・リシツキーをめぐって：五十殿利治、向井周太郎、勝井三雄
  - リシツキー関連年表（1890-1941）
  - 関連主要人名録（126名）
  - 特別付録（リシツキー・フォトモンタージュ豆本）
- 『革命の印刷術―ロシア構成主義、生産主義のグラフィック論』 河村彩編訳、水声社 2021
  - 論考の訳：タイポグラフィーの地勢学、タイポグラフィーの事実、われわれの本、本のデザインの手法について